# الجيس هو (فريق روك)

الجيس هو

الجيس هو (بالإنجليزية: The Guess Who) فريق [روك] [كندي] من وينيبيغ، مانيتوبا، اشتهر [بأغانيه] من نوع الروك بلوز، وموسيقى السيكاديلك روك  من عام 1968 إلى عام 1975.

## تاريخ الفريق وتطوره
نشأ الفريق في عام 1962 وحققت أغنية عالمية ناجحة مع نسخة من أغنية «كل جسمي يهتز Shakin' All Over» عام 1965 تحت اسم «تشاد آلان وإكسبريشنز»، وبعد تغيير اسمهم إلى «الجيس هو» حققوا أكبر نجاح لهم في أواخر الستينيات وأوائل السبعينيات، تحت قيادة المغني (عازف لوحة المفاتيح) «بيرتون كمينجز» وعازف الجيتار «راندي باكمان»، مع أغاني مثل «المرأة الأمريكية American Woman»، «هذه العيون These Eyes»، و«لا وقت No Time» وأغاني أخرى. خلال أكثر فتراتهم نجاحًا، أصدر الفريق أحد عشر ألبوم استوديو، وصلت جميعها إلى قوائم أفضل الأغاني في كندا والولايات المتحدة. قد يكون أكثر ألبوماتهم شهرة هو ألبوم عام 1970 «المرأة الأمريكية» الذي صعد إلى المركز الأول في [كندا] والمركز التاسع في [الولايات المتحدة]، بينما وصلت خمسة ألبومات أخرى إلى المراكز العشرة الأولى في كندا. ظهرت 14 أغنية من أغاني فريق «الجيس هو» على قوائم أفضل 40 أغنية في الولايات المتحدة، وأكثر من ثلاثين في كندا.

## نهاية الفريق:
قام قائد الفريق بيرتون كمينجز بحل الفريق في عام [1975م]، بينما قام عضو الفريق وعازف الجيتار «جيم كيل» وقارع الطبول جاري بيترسون بجولة فنية وقاموا أيضا بتسجيل أسطواناتهم تحت اسم الفريق منذ عام [1977م]، وفي كثير من الأحيان مع عدم مشاركة أعضاء الفرقة الأصليين الآخرين.
سنوات النشاط: 1965-1975/ 1977 حتى الآن

## أهم أغاني الفريق:
(1) امرأة أمريكية (1970) American Woman  
(2) هذه العيون (1968) These Eyes  
(3) لا سكر الليلة (1970) No Sugar Tonight  
(4) تراجع (1969) Undun 
(5) يضحك (1969) Laughing 
(6) لا وقت (1969) No Time 
(7) تقاسم الأرض (1970) Share the Land 
(8) العالم يسلمني (1970) Hand Me Down World 
(9) صفق للرجل الذئب (1970) Clap for the Wolfman 
(10) راكب الحافلة (1970) Bus Rider 

## وضلات خارجية
http://www.theguesswho.com/ الجيس هو (فريق روك)
https://www.imdb.com/name/nm1560057/ الجيس هو (فريق روك)
https://www.songfacts.com/songs/the-guess-who الجيس هو (فريق روك)
https://www.discogs.com/artist/288878-The-Guess-Who الجيس هو (فريق روك)
https://www.youtube.com/watch?v=gkqfpkTTy2w الجيس هو (فريق روك)
https://www.youtube.com/watch?v=rLQJ4toj-JY الجيس هو (فريق روك)